# Reederei
Eine Reederei ist ein Schifffahrtsunternehmen. Der Begriff wird rechtlich nur für Seeschifffahrtsunternehmen verwendet, die auf See (nicht in der Binnenschifffahrt) tätig sind.

## Allgemeines
Die Reederei ist gemäß § 476 HGB der Eigentümer eines oder mehrerer von ihr zwecks Erwerbstätigkeit durch Seefahrt betriebenen Schiffe. Reedereien gibt es mithin lediglich in der Seeschifffahrt, in der Binnenschifffahrt sind es die Partikuliere, die ihr Schiff auch selbst fahren dürfen. Reedereien und Partikuliere sind Verkehrsunternehmen, die auf dem Verkehrsmarkt als  Anbieter von Verkehrsleistungen fungieren.

## Seeschifffahrt

### Reeder
Ein Reeder kann eine Personengesellschaft, eine juristische Person oder ein Kaufmann im Sinne des HGB sein.
Wird nur ein einzelnes Schiff betrieben, spricht man von einer Einschiffsgesellschaft. Die Mehrzahl der Schiffsfonds sind als Einschiffsgesellschaften organisiert, deren Dachgesellschaft als Vertragsreeder fungiert. Daneben wird diese Betriebsform in der Partenreederei genutzt, bei der mehrere Personen gemeinschaftlich ein Schiff zum Erwerb durch die Seeschifffahrt betreiben.
Ist ein Kapitän zugleich auch Eigentümer des von ihm geführten Schiffs, so spricht man von einem Kapitänsreeder.

### Abgrenzung zur Partenreederei
Das HGB kannte bis zum 24. April 2013 als Reederei nur die Partenreederei und die Baureederei. Bei der Partenreederei handelte es sich um eine Gesellschaft, bei der mehrere Personen, Mitreeder genannt, immer ein ihnen gemeinschaftlich zustehendes Schiff zum Erwerb durch die Seefahrt betreiben. Die Partenreederei war in den §§ 489–508 HGB a.F. geregelt, die Baureederei in § 509 HGB. Für Parten- oder Baureedereien, die bis zum 24. April 2013 entstanden sind, gilt das alte Recht fort (Übergangsregelung in Art. 71 Abs. 1 des Einführungsgesetzes zum Handelsgesetzbuch (EGHGB)).

### Abgrenzung zur Linienreederei
Als Linienreederei (auch Linienreeder) wird ein Unternehmen bezeichnet, das sich mit der Linienfahrt beschäftigt. Liniendienste gibt es heute insbesondere in der Containerfahrt, der Stückgutfahrt und für rollende Ladungen. Die Schiffe, die die Linienreederei einsetzt, müssen dem Unternehmen nicht gehören, eine Linienreederei ist also nicht zwingend auch Reeder. Sie wird allerdings, wenn sie gecharterte Schiffe einsetzt, im Verhältnis zu Dritten als Reeder angesehen.

### Zweck der Reederei
Die Reederei beschäftigt sich in erster Linie mit der Ausrüstung, Bemannung, Unterhaltung und dem Einsatz ihres Schiffes bzw. ihrer Schiffe. Diese zur Bereederung gehörenden Aufgaben können auch an ein anderes Unternehmen, den sog. Vertragsreeder, abgegeben werden.
Neben der Bereederung kann sich die Reederei auch mit der Befrachtung (auch Charter) beschäftigen. Dies kann auch durch einen beauftragten Schiffsmakler erledigt werden.

## Binnenschifffahrt
Schiffseigner ist nach § 1 Binnenschiffahrtsgesetz in Deutschland der Eigentümer eines zur Schifffahrt auf Flüssen oder anderen Binnengewässern bestimmten und hierzu von ihm verwendeten Schiffes.
Ein selbstständiger Schiffseigner, der auch selbst fährt, wird als Partikulier bezeichnet.